# Anal Cunt
Az Anal Cunt (rövidítve AC, AxCx) amerikai grindcore együttes volt. Az érdekes és vulgáris nevű csapat híres lett humoros és egyben durva dalszövegeikről és rövid időtartamú dalairól. 1988-ban alakultak a massachusetts-i Newtonban. Fennállásuk alatt 8 nagylemezt jelentettek meg. Azért kapta a zenekar ezt a nevet, mert Seth Putnam a lehető legsértőbb és legobszcénebb nevet szerette volna adni az együttesének. Putnam szerepelt a black metal műfaját parodizáló Impaled Northern Moonforest zenekarban is. Az Anal Cunt azzal is elismerést ért el, hogy dalaik címei obszcének és humorosak, de általában szexisták és rasszisták is. Számaik egyben szatirikusak és társadalomkritikusak is voltak. Seth Putnam 2011-ben szívinfarktusban elhunyt, így a zenekar történetének is vége szakadt. Scott Hull gitáros új zenekarokat is alapított, Pig Destroyer és Japanese Torture Comedy Hour neveken.
Az együttes 1998-as "Picnic of Love" albuma a szerelmes dalokat szatirizálta, illetve tulajdonképpen a zenekar paródiájának is számít, hiszen itt a megszokott pár másodperces dalok helyett "rendes" időtartamú számok voltak hallhatóak, továbbá a szövegek teljesen más stílust képviseltek, ugyanis lágy, szerelmes dalokat lehet hallani (amelyek egyben szatirikus jelleggel bírtak), Seth Putnam pedig lágy falsetto énekstílust használt. A zenekar utolsó, 2010-es "Fuckin' A" című albumuk pedig a 80-as évek "cock rock" gúnynévvel illetett együtteseit szatirizálta (pl. Mötley Crüe, Buckcherry). Továbbá a lemez borítója is a Mötley Crüe "Too Fast for Love" albumának borítóját parodizálja.
Dalcímeikre pár példa: "I Went Back in Time and Voted for Hitler" (Visszamentem az időben és Hitlerre szavaztam), "Living Colour is My Favorite Black Metal Band" (A Living Colour a kedvenc black metal együttesem), "When I Think of True Punk Rock Bands, I Think of Nirvana and the Melvins" (Amikor igazi punk rock együttesekre gondolok, a Nirvanara és a Melvinsre gondolok), "Face It, You're a Metal Band" (Lásd be, metal együttes vagy) stb. Az Anal Cunt dalaimál visszatérő elem lett a "you're gay" kifejezés használata is (például "Harvey Korman is Gay", "I Hate Jed Davis, He Sucks and He's Gay", illetve még önmagukat is szatirizálták ("Anal Cunt is Gay"). Az amerikai szülői figyelmeztetés (Parental Advisory) is az AxCx szatirikus céltáblájára került, ugyanis az "explicit lyrics" figyelmeztetés helyett "AxCx lyrics" olvasható.
2018-ban Josh Martin is elhunyt, 45 éves korában, egy lift baleset következtében.

## Tagjai
Utolsó felállás
- Seth Putnam - ének (1988-2011, 2011-ben elhunyt)
- Tim Morse - dobok (1988-1996, 2008-2011)
- Josh Martin - gitár (1996-2001, 2008-2011, 2018-ban elhunyt)

Korábbi tagok:
- Mike Mahan - gitár (1988-1990, 2008)
- Fred Ordonez - gitár (1991-1992, 1992-1993)
- John Kozik - gitár (1992-1995, 2003-2006)
- Paul Kraynak - gitár (1993)
- Scott Hull - gitár (1995)
- Nate Linehan - dobok (1996-1999, 2003-2004, 2006-2007)
- John Gillis - dobok (1999-2001, 2004-2006)

## Diszkográfia
Stúdióalbumok
- Everyone Should Be Killed (1994)
- Top 40 Hits (1995)
- 40 More Reasons to Hate Us (1996)
- I Like It When You Die (1997)
- Picnic of Love (1998)
- It Just Gets Worse (1999)
- 110 Song CD (2008)
- Fuckin' A (2010)
- Wearing Out Our Welcome (2011)